# Adolph Menzel
Adolph Friedrich Erdmann Menzel, vanaf 1898 von Menzel (Breslau, 8 december 1815 - Berlijn, 9 februari 1905) was een Duitse kunstschilder, tekenaar en illustrator. 

## Leven en werk
Menzel leerde het vak van lithograaf in het atelier van zijn vader. In 1832 nam hij dit atelier over en begon een succesvolle carrière als illustrator. Hij schilderde in een losse penseelvoering, met veel aandacht voor lichtwerking, in een realistische stijl die vooruit lijkt te lopen op het impressionisme. Aanvankelijk maakte hij veel portretten en landschappen, later zou hij vooral naam maken met schilderwerken die de Pruisische macht verheerlijkten. Tussen 1840 en 1842 maakte hij een reeks illustraties over het leven van Frederik II.
De in 1898 in de Hoge Orde van de Zwarte Adelaar benoemde Berlijnse schilder mocht zich daarna, als edelman, Adolph von Menzel noemen. De opvallend kleine Menzel leed aan achondroplasie.

## Galerij

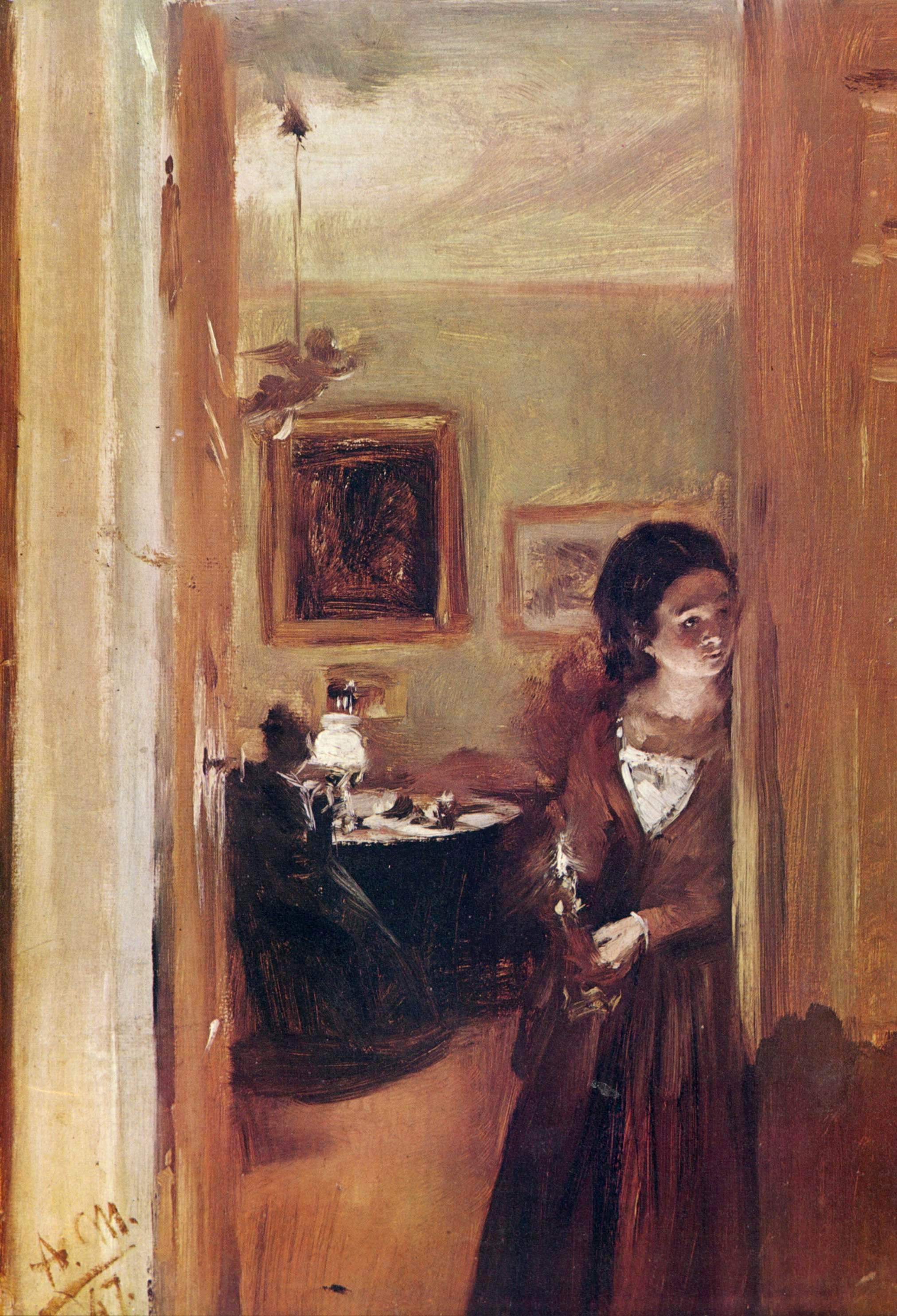
Woonkamer met de zus van de kunstenaar
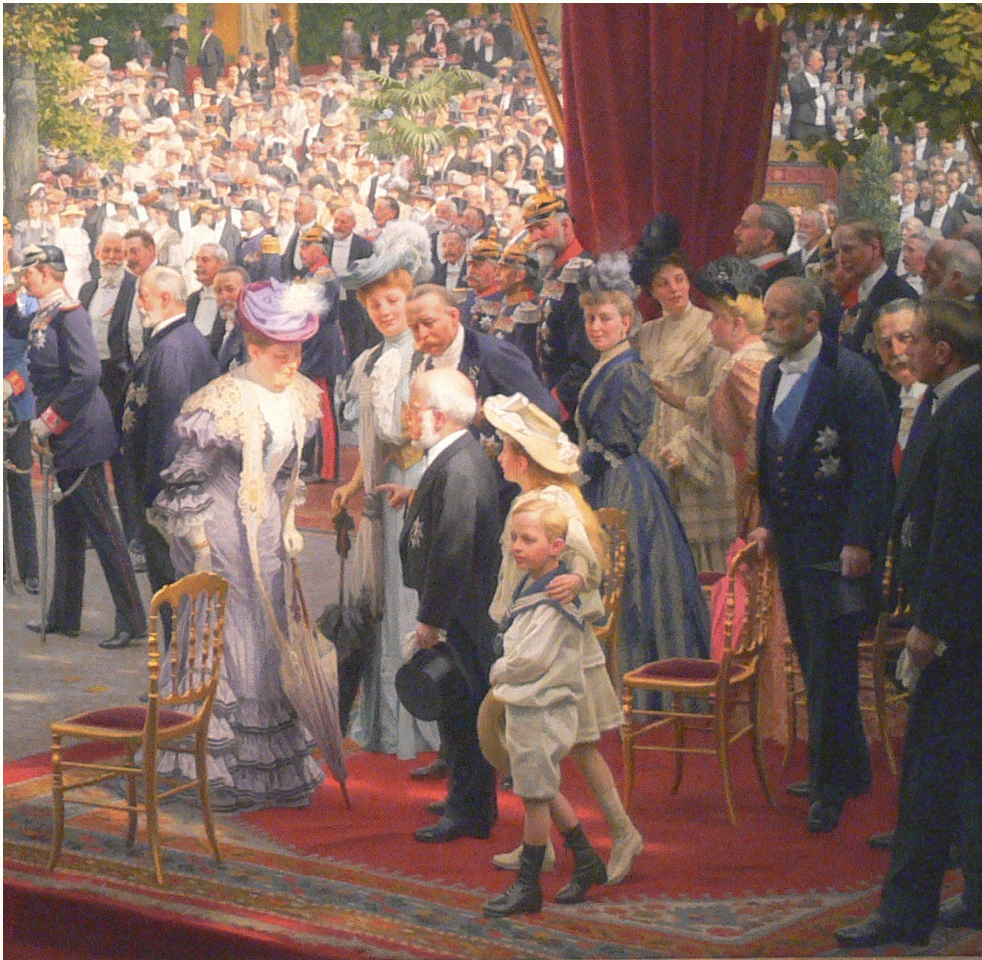
De Duitse keizerin en Menzel.
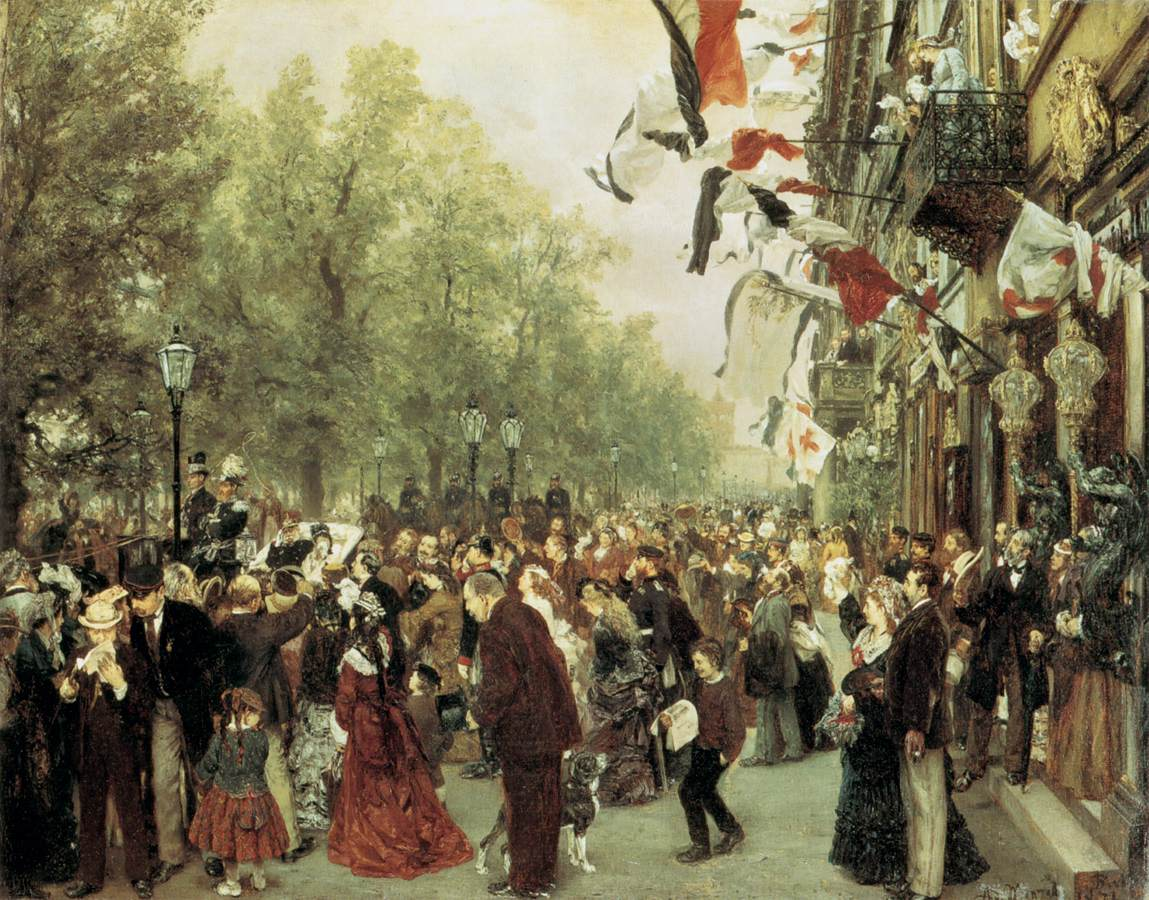
Vertrek van keizer Wilhelm I naar het leger, 31 juli 1870
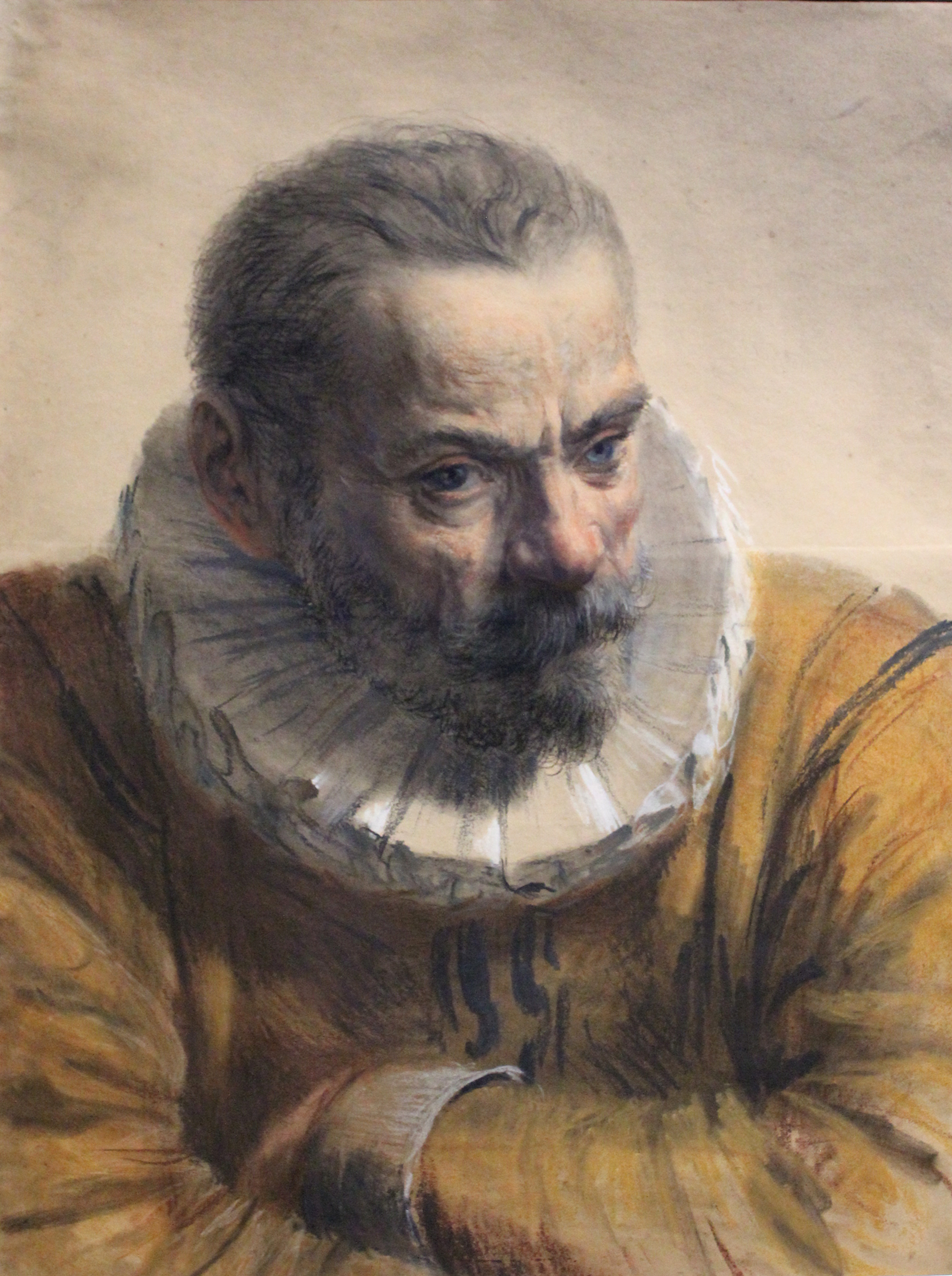
Een man in renaissancekleding of Studie van een man met een molensteenkraag, ca 1850